# Еделев, Дмитрий Аркадьевич
Дмитрий Аркадьевич Еделев (род. 2 января 1973, Чкаловск, Ленинабадская область, Таджикская ССР, СССР) — доктор экономических наук, доктор медицинских наук, профессор.
Действительный член «Российской академии естественных наук». Почётный работник высшего образования Российской Федерации. Бывший ректор Московского государственного университета пищевых производств.

## Биография
Родился 2 января 1973 года в Таджикистане в семье военачальника Аркадия Еделева. Обучался в Читинской медицинской академии. Получил профессию хирург, стал заместителем главного врача по лечебной работе объединения «Пятигорсккурорт». Был директором-организатором Северо-Кавказского научного центра Института проблем региональной экономики РАН. В настоящее время работает как «научный руководитель» и «врач-терапевт» Арбатклиник. Президент ассоциации «Национальной союз производителей пищевой продукции „Проект здоровье нации“».

### Академическая деятельность
В 2002 году утвержден ректором Кавминводского института сервиса (филиал) «Южно-Российского государственного университета экономики и сервиса».
В 2006 году защитил докторскую работу по теме «Эколого-экономическое развитие рекреационной сферы региона: концепция, факторы, механизм», в результате чего была присуждена учёная степень «доктор экономических наук».
В 2007 году защитил докторскую работу по теме «Система выбора оптимальных режимов применения физических факторов для повышения резервов здоровья», вследствие чего получил учёную степень «доктор медицинских наук».
Ноябрь 2009 — июнь 2015 года — ректор Московского государственного университета пищевых производств.
Являлся председателем диссертационных советов (ДМ 212.313.02. и Д 212.148.06), по присуждению степеней кандидатов и докторов наук по специальности 08.00.05 — «Экономика и управление народным хозяйством (экономика, организация и управление предприятиями, отраслями, комплексами: промышленность)». Впоследствии в работе данных диссоветов были обнаружены нарушения. В настоящее время диссертационные советы не действуют.
С 2009 по 2015 год был председателем учебно-методического объединения по образованию в области технологии продуктов питания и пищевой инженерии.

### Политическая деятельность
В 2007 — 2011 годах был депутатом Государственной думы Ставропольского края. С апреля по октябрь 2008 года — спикер. В октябре 2008 года Дмитрию Еделеву было выдвинуто обвинение в неэффективном управлении: плохой организации работы краевого парламента и нецелевом использованием бюджетных средств с формулировкой «…неэффективный управленец, виновный в разбалансированности работы думы и отсутствии контроля над принятием решений». Примечательно, что половина срока, в течение которого Дмитрий Еделев был главным ставропольским законодателем, пришлась на летние парламентские каникулы. Но это не помешало ему принять ряд организационных решений, в частности, осуществить закупку копировальных устройств на сумму около 40 млн рублей за счёт бюджетных средств. После разгоревшегося скандала добровольно сложил полномочия. Однако до июля 2010 года был руководителем фракции «Единая Россия» в думе Ставропольского края.
С 2014 по 2015 год был руководителем рабочей группы по стандартизации и сертификации Экспертного совета по защите интеллектуальной собственности Государственной думы шестого созыва.

### Членство в организациях
- Бывший член Московской региональной комиссии по образованию в странах СНГ;
- Бывший член Российского Союза ректоров;
- Бывший член Совета Ректоров Москвы и Московской области.

## Критика
Дмитрий Еделев часто выступает в роли эксперта в области пищевой химии для СМИ. Однако его выступления и комментарии неоднократно подвергались критике со стороны специалистов и учёных. Они отмечают, что озвучиваемые утверждения и связанные с ними ошибки ставят под вопрос экспертность Еделева. Кроме того он неоднократно выступал в роли эксперта по вопросам, далёким от специфики своей предметной области.
25 мая 2020 года Еделев выступил в телевизионной передаче с комментарием в отношении пандемии коронавируса и заявил, что из-за рубежа можно привезти более агрессивную форму коронавируса, поэтому россиянам лучше воздержаться от поездок за границу.
Издание The Insider объявило данное утверждение Еделева «фейком», однако вскоре в Россию действительно были завезены новые, более летальные и трансмиссивные штаммы коронавируса: альфа-штамм SARS-CoV-2 и дельта-штамм SARS-CoV-2.
По оценке участников сообщества «Диссернет» Дмитрий Еделев был участником ряда академических нарушений, а, как минимум, одна из его научных публикаций характеризуется, как "Статья с авторством, вызывающим вопросы".

### Судебное преследование
В 2012 году Дмитрий Еделев стал подозреваемым по расследованию дела о превышении полномочий и вымогательстве в особо крупных размерах. При обыске в его квартире были обнаружены «незаполненные бланки дипломов с печатями, которые являются документами строгой отчетности и храниться в частной квартире не должны». Предполагалось, что данные бланки использовались для незаконного оформления дипломов.
В 2015 году журналист Борис Соболев в передаче «Вести недели», по итогам журналистского расследования, отметил, что уголовное дело было возбуждено в связи с вымогательством с арендатора университетских столовых 5 млн рублей. Именно такая сумма позднее была обнаружена в сейфе у Еделева. Кроме того, отмечает Соболев, у ректора при обыске дома было найдено «золото в слитках, 11 единиц огнестрельного оружия и пачка проштампованных дипломов собственного вуза». Хотя впоследствии «ни об уголовном деле, ни о судьбе дипломных бланков, этих документов строгой отчетности, ничего не известно».
Соболев выяснил, что проректор ВУЗа по учебно-воспитательной работе «и по деликатным вопросам» Оксана Кальницкая предлагала за миллион рублей обеспечить получение диплома МГУПП:

«Мне надо будет на определённых этапах подыскивать людей, которые будут выполнять вашу работу, вбивать ваши ответы, тесты, учиться за вас. Вам вообще не надо появляться. […] Думаю, мы в миллион можем „вкатиться“ с вами».

Соболев отмечал, что сложности с финансированием начались в университете после того, как ректором стал сын бывшего заместителя министра внутренних дел Дмитрий Еделев: «угрожая увольнением, молодой ректор перевёл весь педсостав на новые трудовые договора». Так бывший преподаватель высшей математики МГУПП Тамара Филиппова рассказывала, что ей, «педагогу высшей школы в Москве со стажем работы 33 года», была предложена заработная плата в размере около 5 тысяч рублей в месяц: «Оплата труда конкретно мне была предложена такая: учебная работа — 2600 рублей, научная работа — 1500 рублей, воспитательная работа — 133 рубля».

### Комментарии
1. ↑  Общественная организация «Российская академия естественных наук» не имеет отношения к Российской академии наук и критикуется научной общественностью за то, что некоторые её члены — лица, далёкие от науки, не имеющие должного образования и признанных научных работ.
2. ↑  В ряде источников, приводящих справку о персоне данная организация указана под названием «Национальный проект „Здоровье нации“», что вводит в заблуждение, т.к. данная профсоюзная организация не имеет отношения к созвучному по названию приоритетному национальному проекту.